# ولاية طشقند
ولاية طشقند (بالإنجليزية: Tashkent Region)‏ هي إحدى ولايات أوزبكستان تقع في الشمال الشرقي من أوزبكستان. يقدر عدد سكانها بـ 4,450,000 نسمة .

## أعلام
- ميخائيل آن
- فضل الدين غايبنازاروف
- كريم تولاجانوف
- يوليا بورزوفا